# Tânărul Sherlock Holmes și Piramida Fricii
Tânărul Sherlock Holmes și Piramida Fricii (1985) (denumire originală Young Sherlock Holmes, denumit și Young Sherlock Holmes and the Pyramid of Fear) este un film american de aventură/mister regizat de Barry Levinson, produs de Steven Spielberg. Scenariul este realizat de Chris Columbus pe baza personajelor create de scriitorul Sir Arthur Conan Doyle. Filmul prezintă peripețiile tânărului Sherlock Holmes și ale lui John Watson care se întâlnesc pentru a rezolva împreună misterele dintr-un internat.
Filmul este notabil mai ales ca primul film de lung metraj care prezintă un personaj complet generat de computer. Acesta a fost un moment de reper în istoria efectelor speciale și a influențat alte filme viitoare, cum ar fi Povestea jucăriilor.
La a 58-a ediție a Premiilor Oscar a fost nominalizat la premiul pentru cele mai bune efecte vizuale (Dennis Muren, Kit West, John Ellis și David W. Allen).

## Rezumat
Adolescenții Sherlock Holmes (Nicholas Rowe) și John Watson (Alan Cox) se întâlnesc și devin cei mai buni prieteni în timp ce sunt studenți ai prestigioasei Academii Brompton din Londra. Watson face cunoștință cu mentorul lui Holmes, Rupert T.  Waxflatter (Nigel Stock), un profesor pensionat și inventator amator.  Nepoata lui Waxflatter, Elizabeth (Sophie Ward), este cea mai bună prietenă și iubita lui Holmes. Din această cauză Holmes va intra în conflict cu un alt student, Dudley (Earl Rhodes), care dorește ca Elizabeth să devină iubita sa.  
Între timp, un individ cu o cagulă pe cap folosește o sarbacană pentru a trage în Bentley Bobster și în Reverendul Duncan Nesbitt cu spini halucinogeni, efectele acestora ducând la moartea lor; Bobster se aruncă pe fereastră după ce crede că este atacat de șerpi care scuipă foc; Nesbitt este lovit pe stradă de o trăsură după ce i se pare că este vânat de un cavaler desenat în vitraliile bisericii. Lui Holmes i se pare ceva suspect dar este ironizat de sergentul Lestrade (Roger Ashton-Griffiths) de la Scotland Yard  atunci când sugerează că există o legătură între cele două crime deoarece doi oameni liniștiți au devenit așa de agitați și nu aveau niciun motiv să se sinucidă. În timpul unui examen, Dudley aruncă o hârtie cu răspunsurile lângă Holmes care este acuzat pe nedrept și este expulzat de la Academie. Înainte de plecarea sa, Holmes are un ultim meci de scrimă cu profesorul Rathe (Anthony Higgins), dar pierde deoarece își pierde concentrarea, fiind distras de lumina reflectată de inelul lui Rathe. Misteriosul personaj cu cagulă lovește din nou, lovindu-l pe Waxflatter cu un ghimpe halucinogene, făcându-l să vadă mici gargui zburători care îl atacă și-i intră pe sub haine astfel încât Waxflatter se înjunghie mortal. El moare, ultimele sale cuvinte adresate lui Holmes fiind „Eh-tar”.
Holmes se întâlnește în secret cu Watson și Elizabeth și începe să investigheze toate aceste crime. Pe baza mai multor indicii - un sunet ca de clopot făcut de criminal, o bucată din haina sa și o sarbacană care i-a căzut în timp ce fugea de la locul uciderii lui Waxflatter - cei trei descoperă existența cultului Rame Tep, un cult antic egiptean care îl venerează pe zeul Osiris. Principala armă a cultului era sarbacana, folosită pentru a trage spini îmbibați într-o soluție din plante care face ca victima să aibă halucinații realiste, coșmaruri. Investigația îi conduce apoi la un depozit al Froggit and Froggit, unde cei trei descoperă o renaștere modernă a cultului Rame Tep care face ceremonii în interiorul unei piramide din lemn ascunsă în depozit. Când Holmes întrerupe sacrificiul ceremonial al unei tinere fete, cei trei sunt atacați și împușcați cu spini de către membrii cultului. Numai datorită rezistenței lui Holmes și a intervenției îngrijitorului cimitirului prin care alergau cei trei sunt capabili să supraviețuiască halucinațiilor și urmăritorilor.  
Următoarea seară, în podul lui Waxflatter, Holmes și Watson descoperă o fotografie a celor trei victime împreună cu un al patrulea bărbat, Chester Cragwitch (Freddie Jones). Din păcate, profesorul Rathe și asistenta medicală a școlii doamna Dribb (Susan Fleetwood) îi prinde și îi desparte, în vederea expulzării din școală a lui Watson și Elizabeth în dimineața următoare. Cei trei fug din camerele lor de dormit și Elizabeth se întoarce în pod ca să salveze munca unchiului ei. Holmes și Watson îl găsesc pe domnul Cragwitch care le explică că în tinerețea sa, el și alți bărbați au descoperit o piramidă subterană a cultului Rame Tep în timp ce intenționau să construiască un hotel în Egipt. Acțiunile lor au dus la o revoltă a populației locale, care a fost înăbușită violent de către armata britanică; un băiat, Eh-Tar, împreună cu sora sa și-au pierdut părinții în timpul revoltei și au jurat răzbunare. Craigwitch este apoi otrăvit de misteriosul personaj cu cagulă. Craigwitch brusc îl atacă pe Holmes dar este oprit de LeStrade care a reevaluat indiciile prezentate de Holmes.  
În timp ce se întorc spre campus, Holmes își dă seama că Rathe este Eh-Tar, dar el și Watson ajung prea târziu pentru a-l opri pe Rathe și pe doamna Dribb care au răpit-o pe Elizabeth.  Folosind mașina zburătoare a lui Waxflatter, Holmes și Watson ajung la depozit la timp pentru a împiedica sacrificarea lui Elizabeth, dând foc piramidei cultului. În timp ce Rathe scapă cu Elizabeth, d-na Dribb este ucisă într-o luptă cu Holmes. Watson zădărnicește fuga lui Rathe legând cu o funie trăsura acestuia de un candelabru din templu. Rathe vrea să tragă în Holmes, dar Elizabeth intervine și este împușcată mortal. Înfuriat, Holmes se duelează cu Rathe, dar în cele din urmă  Rathe cade în râul Tamisa care era înghețat.  Holmes se întoarce la Elizabeth dar aceasta îl mângâie și moare.  
După aceste tragice întâmplări, Holmes își la revedere de la Watson și-i explică cum a aflat care este adevărata identitate a lui Rathe și Dribb, care sunt de fapt Eh-Tar și sora lui, Watson subliniază că Rathe este Eh-Tar scris invers - un indiciu pe care Holmes nu a reușit să-l observe. În timp ce Holmes pleacă cu trăsura, vocea lui Watson mai în vârstă spune că au fost numeroase alte aventuri împreună cu Holmes. Mai târziu, este dezvăluit că Rathe este încă viață; acesta ia o cameră la un hotel și se semnează "Moriarty". Holmes va deveni dușmanul său cel mai mare.

## Distribuție
- Nicholas Rowe – adolescentul Sherlock Holmes
- Alan Cox – adolescentul John Watson
- Sophie Ward – Elizabeth Hardy, prietena lui Holmes
- Anthony Higgins – Profesorul Rathe
- Susan Fleetwood – Mrs Dribb
- Freddie Jones – Chester Cragwitch
- Nigel Stock – Rupert Waxflatter
- Roger Ashton-Griffiths – sergentul Lestrade
- Earl Rhodes – Dudley
- Brian Oulton – Master Snelgrove
- Patrick Newell – Bentley Bobster
- Donald Eccles – Reverend Duncan Nesbitt
- Matthew Ryan – prietenul lui Dudley
- Matthew Blakstad – prietenul lui Dudley
- Jonathan Lacey – prietenul lui Dudley
- Walter Sparrow – Ethan Engel
- Nadim Sawalha – patronul cârciumii egiptene din Londra
- Roger Brierley – Dl. Holmes, tatăl lui Sherlock
- Vivienne Chandler – Dna. Holmes, mama lui Sherlock
- Lockwood West – Proprietar de magazin de rarități
- John Scott Martin – Îngrijitor de cimitir
- George Malpas – Portarul școlii
- Willoughby Goddard – School Reverend
- Michael Cule – polițistul cu Lestrade
- Ralph Tabakin – polițistul din fereastra magazinului
- Nancy Nevinson – recepționerul de la hotel
- Michael Hordern – bătrânul John Watson (voce)

## Producție
Producția susține că Tânărul Sherlock Holmes și Piramida Fricii a refăcut complet povestea lui Sherlock Holmes. De fapt, Sir Arthur Conan Doyle nu a menționat niciodată adolescența personajului și l-a cunoscut pe Watson ca adult. A fost ultimul film al actorului britanic Nigel Stock, care a murit la mai puțin de un an după premieră în urma unui atac de cord. Stock l-a jucat și pe Dr. Watson în serialul Sherlock Holmes între 1964 și 1968. Maurice Denham trebuia inițial să joace rolul maestrului Snelgrove, dar în cele din urmă a fost interpretat de Brian Oulton.
Scenele interioare au fost filmate în studiourile Elstree din Hertfordshire. Printre locurile de filmare se numără și Oxfordshire (Oxford, Radley College, Brasenose College, Radley), Kent (Penshurst Place), Londra și împrejurimile sale (Kilburn, Southwark), Leicestershire (Belvoir Castle) și Berkshire (Eton College). Unele cadre sunt turnate în jurul lacului Sils din Elveția.

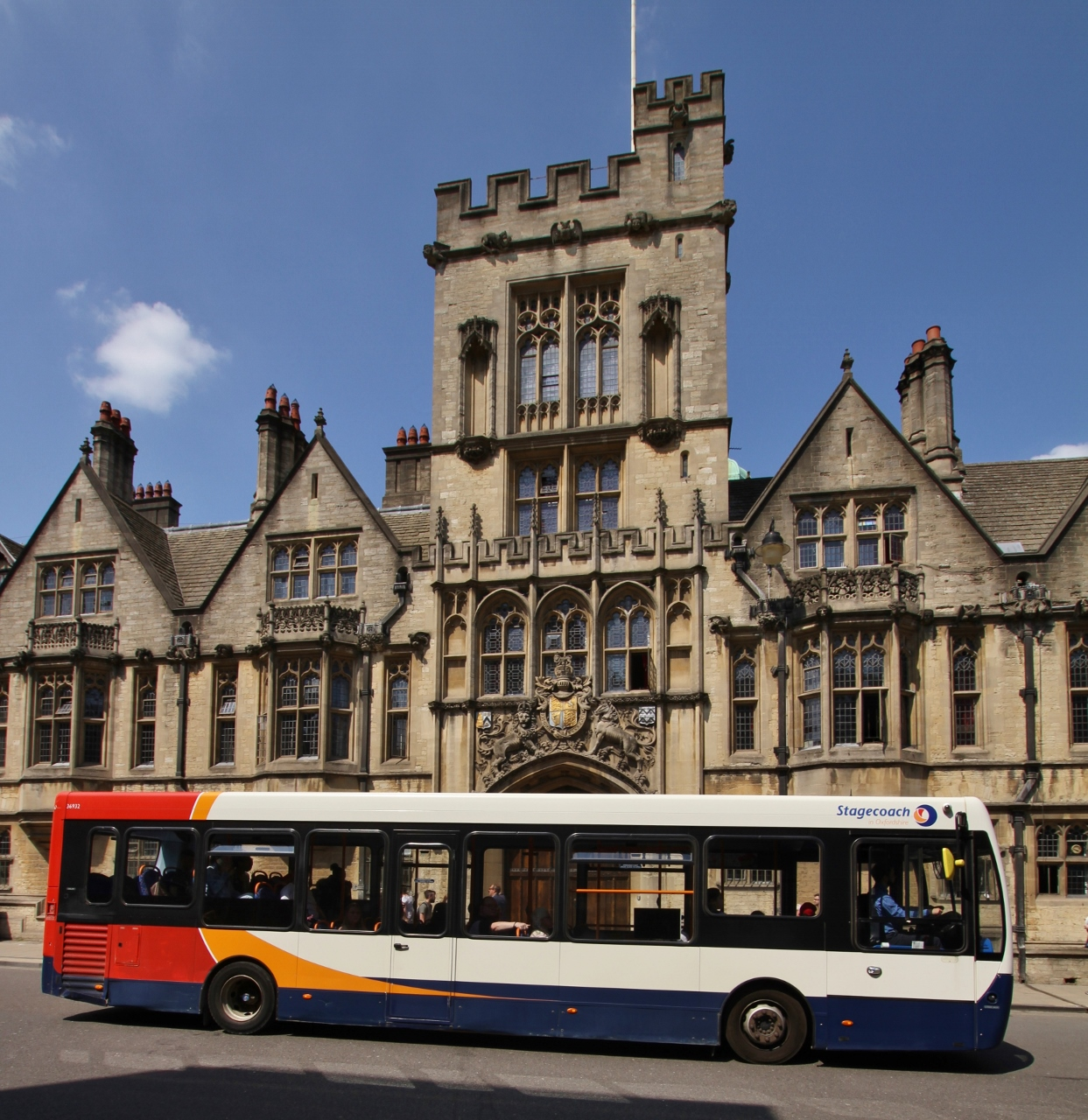
Brasenose College
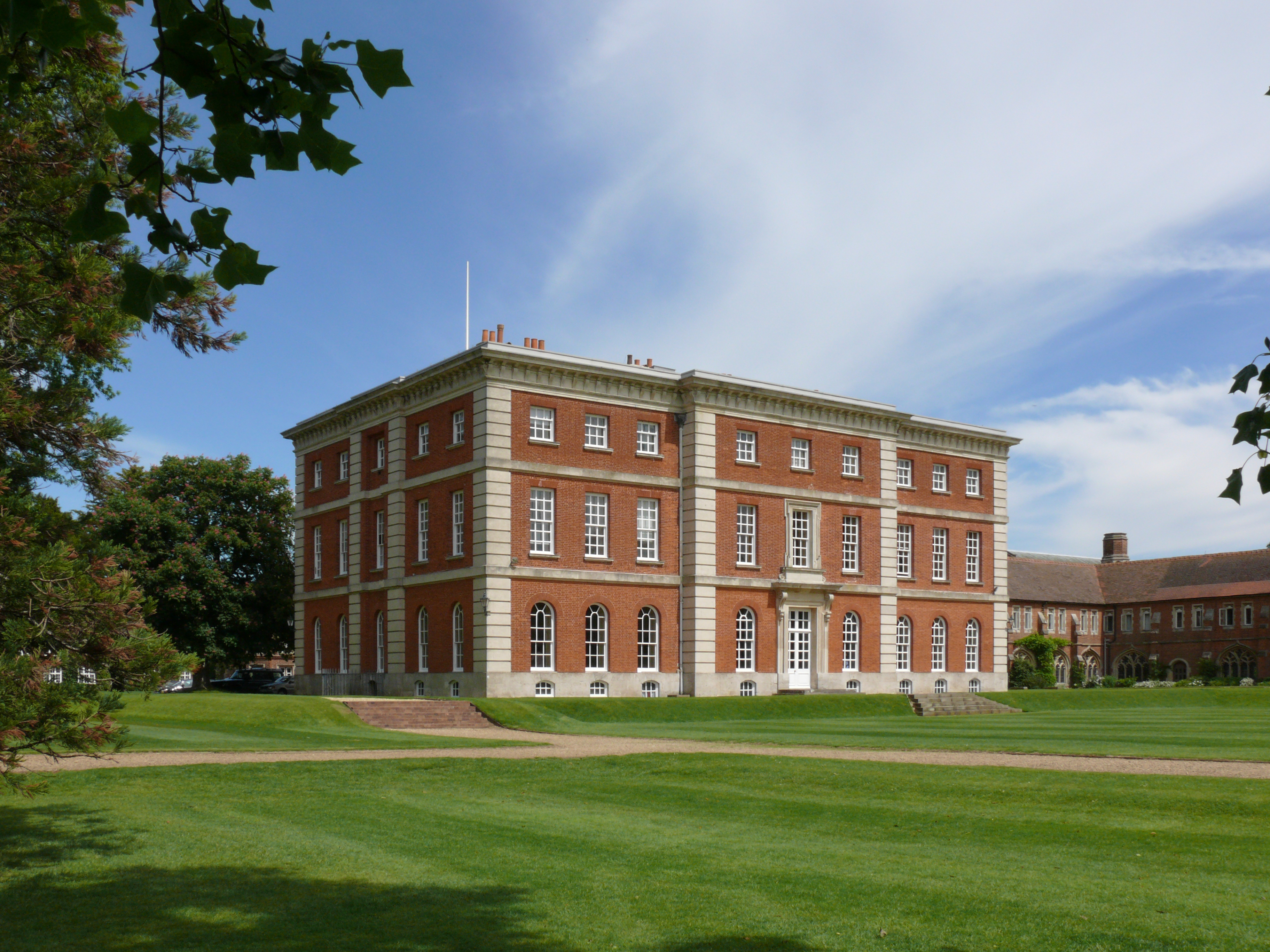
Radley College
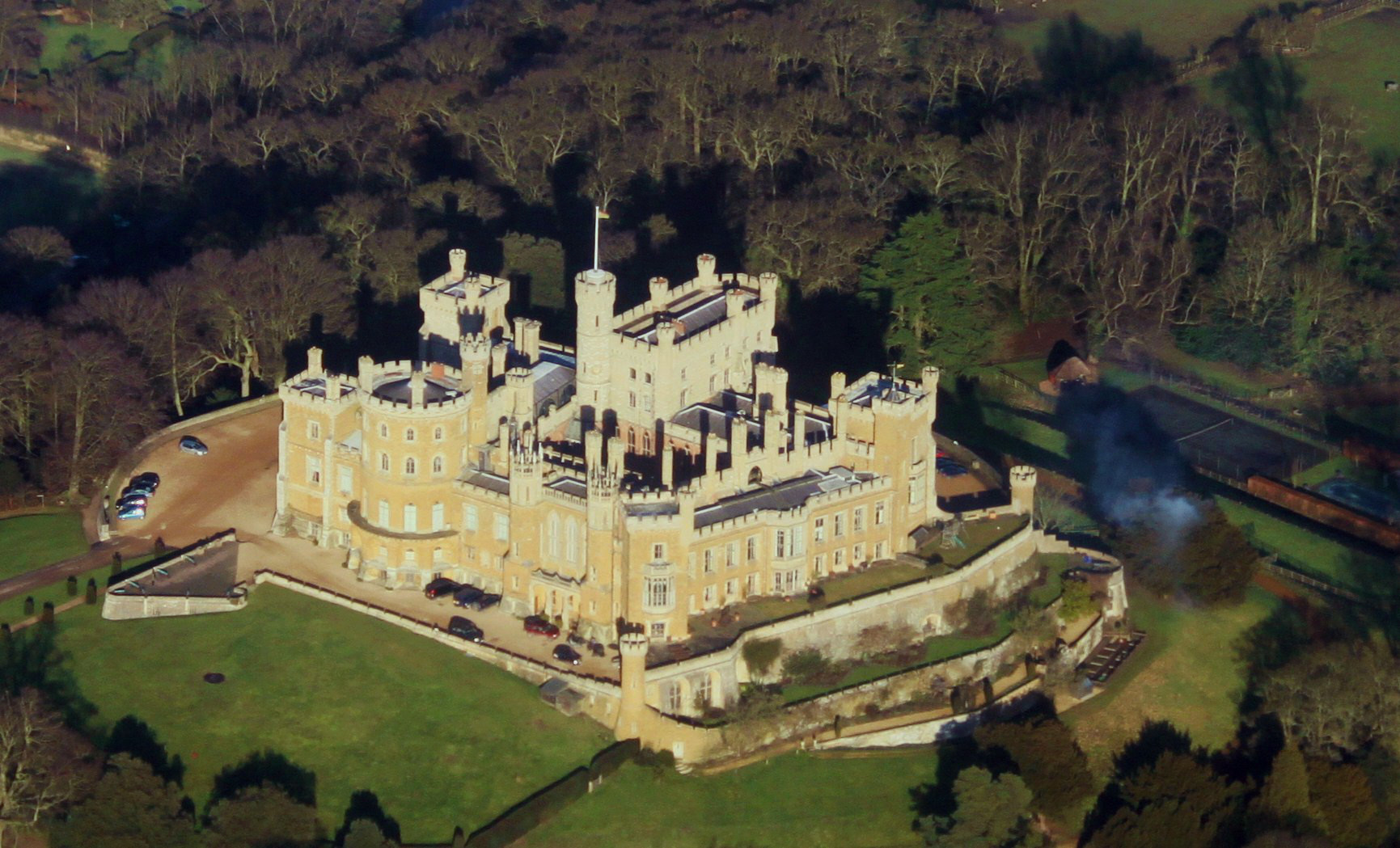
Château de Belvoir (Angleterre)
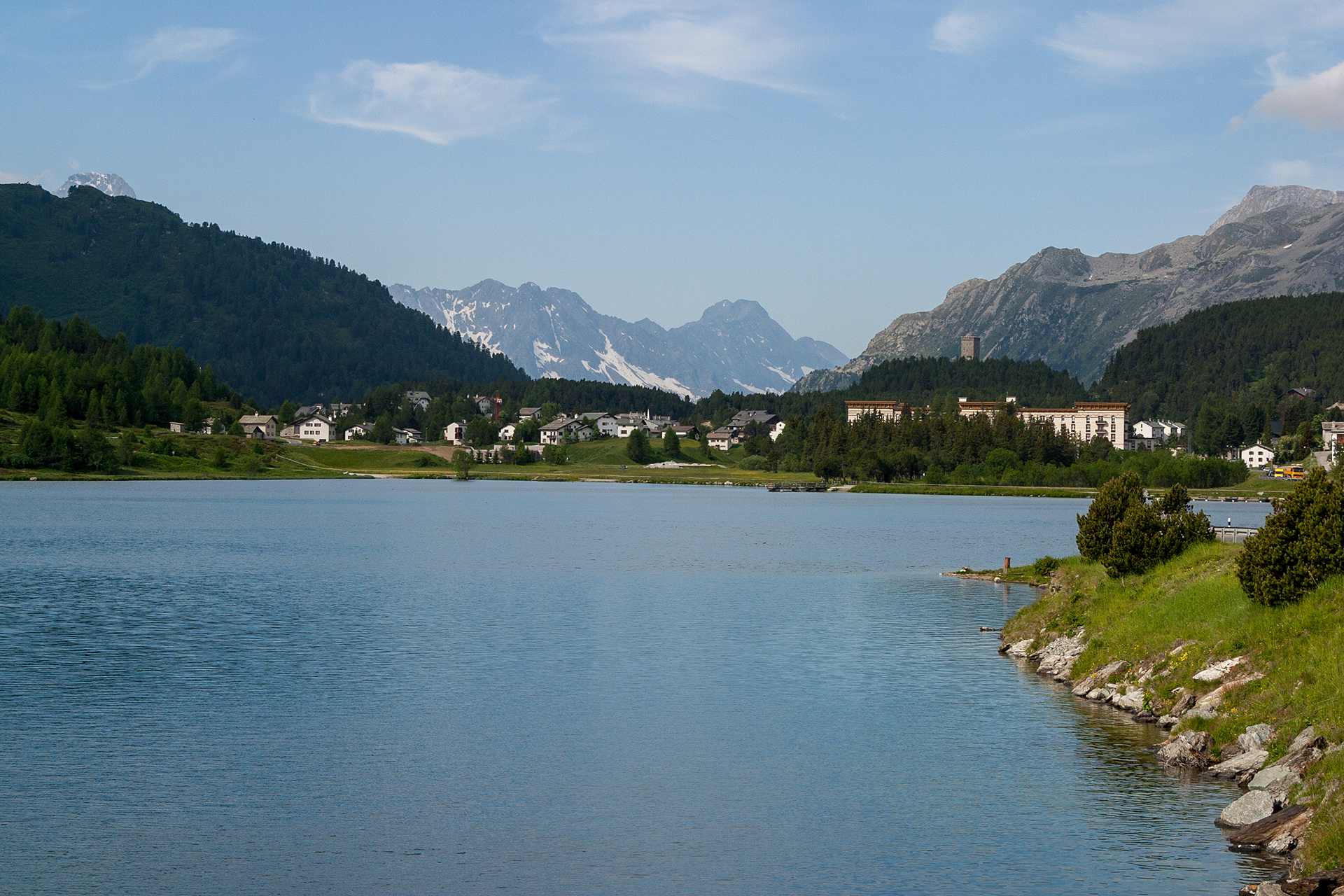
lacul Sils

Este primul film care beneficiază de un personaj creat în întregime prin grafică computerizată (cavalerul care iese din vitraliu). Această secvență este opera studioului Industrial Light & Magic. A fost supravegheat de John Lasseter, pe atunci șeful foarte tânărului studio Pixar. Înainte de acesta, sinteza a fost deja folosită pentru a proiecta în principal spectre precum cele care ieșeau din Chivotul Legământului din Indiana Jones și căutătorii arcei pierdute sau cele care încearcă să-l ia pe Conan din Conan Barbarul.

## Primire
pe site-ul de agregare de recenzii Rotten Tomatoes, A avut o primire critică în general favorabilă, cu 65% recenzii pozitive și un rating mediu de 5,7/10 pe baza a 20 de recenzii.
Filmul nu a fost un succes comercial. A încasat aproximativ 19.739.000 de dolari americani la box office-ul din America de Nord, la un buget de 18.000.000 de dolari americani.
La a 58-a ediție a Premiilor Oscar a fost nominalizat la premiul pentru cele mai bune efecte vizuale (Dennis Muren, Kit West, John Ellis și David W. Allen). A câștigat Premiul Saturn pentru cea mai bună muzică, acordat lui Bruce Broughton.